# Love Is Where You Find It
«Love Is Where You Find It» es una canción interpretada por el grupo estadounidense de rock Player, publicada como el lado B de la famosa canción «Baby Come Back» el 7 de noviembre de 1977.
Sacada a la venta a través de RSO Records nacionalmente y Philips Records internacionalmente, fue una de las ocho canciones que se situaron en el estilo adult oriented rock.

## Formación
- Peter Beckett – voz principal, guitarra
- J.C. Crowley – voz, teclados
- Ronn Moss – voz, bajo eléctrico
- John Friesen – batería, percusión
- Wayne Cook – teclados, sintetizadores